# Weltdokumentenerbe in Österreich

Logo der UNESCO

Logo des Weltdokumentenerbes

Das Weltdokumentenerbe in Österreich ist ein Verzeichnis im Rahmen des Programmes Weltdokumentenerbe der UNESCO. Mit der Auszeichnung verpflichtet sich – wie bei den anderen Welterbe-Programmen – der Heimatstaat, im Dienste der Weltgemeinschaft für die „Erhaltung und Verfügbarkeit“ des jeweiligen dokumentarischen Erbes zu sorgen.

## Memory of the World in Österreich
Aufgenommen werden sollen wertvolle Buchbestände, Handschriften, Partituren, Unikate, Bild-, Ton- und Filmdokumente, „die das kollektive Gedächtnis der Menschen in den verschiedenen Ländern unserer Erde repräsentieren“. Aus dem umfangreichen Erbe Österreichs, das auf die Sammlungen und Nachlässe der kunstinteressierten Habsburger, Kirchen- und Klosterschätze sowie zahlreiche Akteure der österreichischen Kultur zurückgeht, sind erst einige Einzelstücke in die Weltliste aufgenommen.
Betreut werden die nationalen Dokumentenerbe von der Österreichischen UNESCO-Kommission. Internationale Zentrale ist das Welterbekomitee.
Das Programm Memory of the World wird mit der Charta zum Erhalt des Digitalen Kulturerbes 2003 fortgesetzt, zur Frage der Langzeitarchivierung digitalisierter Dokumente sowie von ausschließlich digital vorhandenen Materialien. Hier wird in Zusammenarbeit mit der Österreichischen Nationalbibliothek oder dem Arbeitskreis Digital Preservation der Österreichischen Computer Gesellschaft intensiv an der Umsetzung in Österreich gearbeitet.

## Internationales Dokumentenerberegister – Einträge aus Österreich
| Bild |      | Kulturerbe                                                | Ort/Institution | Beschreibung |
| --- | ---- | --------------------------------------------------------- | --- | --- |
| Thalassa (Personifikation des Meeres), Carmen de viribus herbarum, fol 391 verso (Ausschnitt), vor 512 n. Chr | 1997 | Wiener Dioskurides-Manuskript                             | Wien, Österreichische Nationalbibliothek                                                                                          | Spätantike Sammelhandschrift, vor 512 n. Chr. angefertigt. Der Dioskurides ist ein pharmakognostisches Lexikon der Spätantike, und war durch Mittelalter und Renaissance bis in die Frühe Neuzeit als Nachschlagewerk für Heilmittel und als therapeutische Basis als Standardwerk in Verwendung. |
| | 1997 | Schlussdokument des Wiener Kongresses 1815 (Kongressakte) | Wien, Österreichisches Staatsarchiv                                                                                               | Sammelakte aller wichtigen Separat- und Generalbeschlüsse und -verträge von 1815, umfasst 121 Artikel. Der Wiener Kongress beendete als paneuropäisches Gremium die Zeit der Napoleonischen Kriege, die Europa über zwei Jahrzehnte in Instabilität versetzt hatten, und die lange Friedensperiode des Biedermeier bzw. der Restauration ermöglichten. Die Abschlussakte wurde am 9. Juni 1815 von den Signatarmächten Österreich, Russland, Preußen, Großbritannien, Frankreich, Portugal, Spanien und Schweden, beim einzigen Mal, als der Wiener Kongress vollständig zusammentrat, unterzeichnet.                                                                                 |
| „Es hat mich sehr gefreut …“                                                                                  | 1997 | Historischen Sammlungen (1899–1950) des Phonogrammarchivs | Wien, Österreichische Akademie der Wissenschaften                                                                                 | 4000 Tondokumente (aus dem Gesamtbestand von 50.000 Aufnahmen mit etwa 7000 Stunden Material). Das Phonogrammarchiv ist die älteste Phonothek der Welt, von der Kaiserliche Akademie der Wissenschaften 1899 gegründet. Es sammelte insbesondere ethnographische und zeitgeschichtliche Tondokumente. Zusammen mit dem Phonogrammarchiv Berlin ist es die bedeutendste Quelle für Oral History und akustische Originale |
| Totenbuch des „(Rinder-)Schreibers“ Sesostris, 15. Jh. v. Chr./18. Dynastie                                   | 2001 | Papyrussammlung (Kollektion Erzherzog Rainer)             | Wien, Österreichische Nationalbibliothek                                                                                          | 180.000 Papyri aus Ägypten, zwischen 1500 v. Chr. (Ägyptisches Totenbuch) und 1500 n. Chr. (gedruckte Haggadah). Beispiele für Hieroglyphen, Hieratisch, Demotisch, Koptisch wie auch Altgriechisch, Latein, Hebräisch und Aramäisch, Syrisch, Pahlewi und Arabisch. Die wohl umfangreichste und umfassendste Sammlung von Schriftwerk auf Papyrus wurde von Erzherzog Rainer aufgebaut. 1883 erwarb er auf Anraten Joseph von Karabacek 10.000 Papyri des 1. Fayyumer Funds und erweiterte die Sammlung laufend; heute mit Museum, das in 53 Schaukästen etwa 400 repräsentative Exponate zeigt.                                                                                     |
| | 2001 | Schubert-Sammlung                                         | Wien, Wienbibliothek im Rathaus                                                                                                   | Musikalien: Autographen und alle Erstausgaben, Dokumente und Zeitzeugnisse. Nikolaus Dumba, Kunstmäzen und -sammler, begann die Sammlung über den Komponisten und Musiker Franz Schubert in den 1850ern, und erwarb über 200 Handschriften, die er testamentarisch der Stadt Wien vermachte. Heute ist sie die weltgrößte Sammlung von Schubertiana, und bedeutendes Quellenarchiv der Musikforschung ebenso wie Fundus für Schubert-Ausstellungen. |
| Kaart van Puerto Rico, Atlas Blaeu–Van der Hem, handkolorierter Druck, 17. Jh.                                | 2003 | Atlas Blaeu–Van der Hem                                   | Wien, Österreichische Nationalbibliothek                                                                                          | 50–bändige Kartensammlung mit kolorierten Handzeichnungen und Stichen, 1662–1678. Laurens van der Hem, Richter zu Amsterdam, erwarb den Atlas Maior des Joan Blaeu, das teuerste Buch des 17. Jahrhunderts, und kompilierte auf dieser Basis einen Atlanten, der die ganze Erdoberfläche erfasst, und neben Karten und Plänen auch Stadtansichten, Architekturzeichnungen, Porträts und anderes erfasst, im Besonderen handgezeichnete Karten und topographische Skizzen der holländischen Ostindien-Companie. Das Werk ist aufwändig gedruckt und von bekannten kontemporären Malern ausgestattet.                                                                                   |
| | 2005 | Brahms-Sammlung                                           | Wien, Gesellschaft der Musikfreunde in Wien                                                                                       | Musikalien: Autographen, Erstausgaben, Dokumente und Zeitzeugnisse. Kern der Sammlung ist der Nachlass von Johannes Brahms. Von der Gesellschaft der Musikfreunde, deren Mitglied Brahms als Konzertdirektor 1872–1875 war, wurde der Bestand erweitert, und ist heute nicht nur eine ausnehmend komplette Sammlung zum Musiker selbst, sondern zur ganzen Wiener Musikgeschichte der zweiten Hälfte des 19. Jahrhunderts |
| | 2005 | Gotische Baurisse                                         | Wien, Akademie der bildenden Künste                                                                                               | 425 gotische Architekturzeichnungen. Die Sammlung umfasst originale Pläne, Entwürfe und Detailzeichnungen aus den mittelalterlichen Bauhütten. Die Bedeutung der Sammlung liegt darin, dass es von diesem Genre weltweit insgesamt nur etwa 500 Exemplare gibt, den Wiener Bestand eingeschlossen: In der Gotik wurde noch primär am Reißboden baugezeichnet. Damit ist die Wiener Sammlung Hauptquelle der Wurzeln des modernen Bauzeichnens |
| | 2005 | Bibliotheca Corviniana                                    | Wien, Österreichische Nationalbibliothek (zusammen mit Belgien, Frankreich, Deutschland, Ungarn, Italien)                         | 39 Bände von handschriftlichen Kopien bedeutender mittelalterlicher Werke. Die Büchersammlung des ungarischen Königs Matthias Corvinus war nach der Vatikanbibliothek die größte Schriftensammlung ihrer Zeit (man nimmt an, dass sie 2000 Bände umfasste), und repräsentierte den Stand des Wissens der Renaissance. Sie zerfiel nach dem Tod des Königs; von den etwas über 200 nachgewiesenen Corvinen hat Österreich nach Ungarn den zweitmeisten Bestand. |
| | 2007 | Tabula Peutingeriana                                      | Wien, Österreichische Nationalbibliothek                                                                                          | Kartensammlung, Pergamentkopie Ende 12. Jahrhundert, Einzelbild in elf Teilen. Das Kartenwerk umfasst das komplette Straßennetz des spätrömischen Reiches. Die Mappa mundi, ein nicht flächen- und himmelsrichtungstreuer Streckenplan, zeigt den geografischen Stand der Spätantike, und reicht von Thule im Westen bis an den Ganges und China im Osten. Die Originalkarte wurde wohl nach 330 angefertigt, und ist nur in einer mittelalterlichen Kopie erhalten. Nach dessen Erwerb durch Konrad Peutinger um 1507 erschien 1598 ein Druck von Ortelius (Peutingers Exemplar war verschollen), der im 18. Jh. über Prinz Eugen und Karl VI. in die Kaiserliche Hofbibliothek kam. |
| | 2011 | Nachlass von Arnold Schönberg                             | Wien, Arnold Schönberg Center | Umfangreiche Sammlung, rund 20.000 Musik- und Textmanuskriptseiten, historische Fotografien, persönliche Dokumente, Tagebücher, Konzertprogramme, Schönbergs Bibliothek, Memorabilia und Instrumente Arnold Schönberg war neben Musik auch an Malerei, Pädagogik, Ästhetik, Judaismen, Politik, Philosophie und Religion interessiert. In den 1970er Jahren wurde Wien für den Standort der Schönbergiana ausgewählt, und das Arnold Schönberg Center dafür begründet. |
| Mainz Psalter, Druck Peter Schöffer, Johannes Fust, 1457 (Exemplar Royal Collection)                          | 2011 | Mainzer Psalter                                           | Wien, Österreichische Nationalbibliothek                                                                                          | Psalmen-Sammlung in Latein von 1457, mehrfarbiger Druck in Schwarz, Rot und Blau. Der Frühdruck von Peter Schöffer und Johannes Fust, als Inkunabel ausgeführt, dürfte nach der Gutenberg-Bibel für die Entwicklung des Buchdrucks das mitbedeutenste Werk sein. Es sind nur 13 Originale erhalten, nur sieben unversehrt, und von diesen nur das Wiener und das Dresdner Exemplar in Pergament. |
| Das Böhmische Exemplar der Goldenen Bulle, um 1400, Anfangsseite (Kopie)                                      | 2013 | Goldene Bulle                                             | Wien, Österreichisches Staatsarchiv                                                                                               | Die Goldene Bulle war das wichtigste der Dokumente des Heiligen Römischen Reiches und regelte die Modalitäten zur Wahl und Krönung der römisch-deutschen Könige durch die Kurfürsten bis zum Ende des Alten Reiches 1806. Von den erhaltenen sieben Ausführungen befinden sich fünf an verschiedenen Orten in Deutschland (Darmstadt, Frankfurt am Main, München, Nürnberg, Stuttgart) und zwei in Österreich (beide in Wien). Die Dokumente wurden gemeinsam für Deutschland und Österreich zum Dokumentenerbe erklärt. |
| | 2017 | Philosophischer Nachlass Ludwig Wittgensteins             | Wien, Österreichische Nationalbibliothek und vier weitere Bibliotheken in Kanada, dem Vereinigten Königreich und den Niederlanden | Der philophische Nachlass des Philosophen Ludwig Wittgenstein umfasst 83 Manuskripte, 45 Typoskripte und 11 Diktate mit insgesamt rund 20.000 Seiten. |
| Kalte Rinne-Viadukt. Lithographie von Imre Benkert (1856)                                                     | 2017 | Dokumente zum Bau der Semmeringbahn                       | Wien, Technisches Museum | Insgesamt 164 Notizbücher, Skizzen, Zeichnungen, Aquarelle, Lithographien und Stahlstiche zum Bau der Semmeringbahn. |

## Nationales Dokumentenerberegister „Memory of Austria“
Neben dem internationalen Dokumentenerberegister mit 15 Einträgen aus Österreich (Stand 2018) wurde 2014 das Nationales Dokumentenerberegister „Memory of Austria“ mit 19 Einzeldokumenten bzw. Dokumentensammlungen eingerichtet. 2016 wurden 22, 2018 wurden 18, darunter das Moskauer Memorandum, 2022 wurden 11 weitere hinzugefügt. Mit Stand April 2023 sind demnach in diesem Verzeichnis 70 für Österreich kulturell bedeutsame und historisch wichtige Dokumente und Sammlungen aufgeführt wurden.
Auswahl:
| Bild |      | Kulturerbe                                | Ort/Institution                                   | Beschreibung |
| ---- | ---- | ----------------------------------------- | ------------------------------------------------- | --- |
|      | 2014 | Privilegium Maius                         | Österreichisches Staatsarchiv                     | |
|      | 2014 | Österreichischer Staatsvertrag            | Österreichisches Staatsarchiv                     | |
|      | 2016 | Das Archiv der Wiener Zeitung             | Österreichisches Staatsarchiv                     | |
|      | 2018 | Das Archiv der Dialekte in Österreich     | Wien, Österreichische Akademie der Wissenschaften | Tonaufnahmen österreichischer Dialekte 1951–1983 mit freien Reden der Sprecher                                      |
|      | 2018 | Moskauer Memorandum                       | Österreichisches Staatsarchiv                     | Vereinbarung der sowjetischen und der österreichischen Regierung, die den Abschluss des Staatsvertrages ermöglichte |
|      | 2018 | Archivbestand von Abt Dominikus Hagenauer | Salzburg, Stift Sankt Peter                       | Konvolut an Handschriften und Dokumenten                                                                            |
|      | 2018 | Lilienfelder Concordantiae caritatis      | Stift Lilienfeld                                  | |